# Machaerium madeirense
Machaerium madeirense är en ärtväxtart som beskrevs av Henri François Pittier. Machaerium madeirense ingår i släktet Machaerium och familjen ärtväxter. Inga underarter finns listade i Catalogue of Life.